# عماد سفياني
عماد عبده سفياني لاعب كرة قدم سعودي يلعب في نادي الفاو كلاعب وسط.

## مسيرة اللاعب
لعب في نادي الحجاز ونادي الثقبة ونادي رأس تنورة ونادي الفاو.